# Соломоновы Острова на летних Олимпийских играх 2012
Соломоновы Острова на летних Олимпийских играх 2012 будут представлены в трех видах спорта.

## Результаты соревнований

### Лёгкая атлетика
Спортсменов — 2
Мужчины
| Дисциплина | Спортсмен   | Предварительный раунд | Предварительный раунд | Четвертьфиналы       | Четвертьфиналы       | Полуфиналы           | Полуфиналы           | Финал                | Финал                |
| Дисциплина | Спортсмен   | Результат             | Место                 | Результат            | Место                | Результат            | Место                | Результат            | Место                |
| ---------- | ----------- | --------------------- | --------------------- | -------------------- | -------------------- | -------------------- | -------------------- | -------------------- | -------------------- |
| 100 м      | Крис Валаси | 11,42                 | 6                     | Закончил выступление | Закончил выступление | Закончил выступление | Закончил выступление | Закончил выступление | Закончил выступление |

Женщины
| Дисциплина | Спортсмен    | Предварительный раунд | Предварительный раунд | Четвертьфиналы        | Четвертьфиналы        | Полуфиналы            | Полуфиналы            | Финал                 | Финал                 |
| Дисциплина | Спортсмен    | Результат             | Место                 | Результат             | Место                 | Результат             | Место                 | Результат             | Место                 |
| ---------- | ------------ | --------------------- | --------------------- | --------------------- | --------------------- | --------------------- | --------------------- | --------------------- | --------------------- |
| 100 м      | Полин Квалеа | 12,90                 | 5                     | Закончила выступление | Закончила выступление | Закончила выступление | Закончила выступление | Закончила выступление | Закончила выступление |

### Дзюдо
Спортсменов — 1
Соревнования по дзюдо проводились по системе на выбывание. Утешительные встречи проводились между спортсменами, потерпевшими поражение в четвертьфинале турнира. Победители утешительных встреч встречались в схватке за 3-е место со спортсменами, проигравшими в полуфинале в противоположной половине турнирной сетки.
Мужчины
| Категория | Спортсмены | 1/32 финала        | 1/16 финала                          | 1/8 финала                         | Четвертьфинал        | Полуфинал            | Финал                | Место |
| Категория | Спортсмены | Соперник Результат | Соперник Результат                   | Соперник Результат                 | Соперник Результат   | Соперник Результат   | Соперник Результат   | Место |
| --------- | ---------- | ------------------ | ------------------------------------ | ---------------------------------- | -------------------- | -------------------- | -------------------- | ----- |
| до 60 кг  | Тони Ломо  | Не участвовал      | Неузо Сигауке (MOZ) поб. 1000 — 0100 | Софьян Милу (FRA) пор. 0001 — 0200 | Завершил выступление | Завершил выступление | Завершил выступление | 9     |

### Тяжёлая атлетика
Спортсменов — 1
Женщины
| Категория | Спортсмен        | Вес   | Рывок | Рывок | Рывок | Толчок | Толчок | Толчок | Всего | Место |
| Категория | Спортсмен        | Вес   | 1     | 2     | 3     | 1      | 2      | 3      | Всего | Место |
| --------- | ---------------- | ----- | ----- | ----- | ----- | ------ | ------ | ------ | ----- | ----- |
| до 58 кг  | Дженли Тегу Вини | 57,43 | 65    | 69    | 69    | 90     | 93     | 95     | 160   | 17    |